# Jasnohorodka (obwód mikołajowski)
Jasnohorodka (ukr. Ясногородка) – wieś na Ukrainie, w obwodzie mikołajowskim, w rejonie wozniesieńskim, w hromadzie Jełaneć. W 2001 liczyła 451 mieszkańców, spośród których 426 wskazało jako ojczysty język ukraiński, 11 rosyjski, a 14 mołdawski.